# جيسيكا أوغوستو
جيسيكا دي باروش أوغوستو (بالبرتغالية: Jéssica de Barros Augusto‏) هي عدائة مسافات طويلة وماراثون برتغالية ولدت في يوم 8 نوفمبر 1981 في مدينة باريس عاصمة فرنسا، أبرز إنجازاتها هو فوزها بالميدالية الفضية في بطولة أوروبا لألعاب القوى 2010 في سباق ال10 ألف متر، وفي نفس الدورة فازت بالميدالية البرونزية في سباق 5000 متر، وفي بطولة أوروبا لألعاب القوى 2014 في زيورخ فازت بالميدالية البرونزية، ستمثل أوغوستو بلدها في دورة الألعاب الأولمبية الصيفية 2016 في ريو دي جانيرو.

## روابط خارجية
- جيسيكا أوغوستو على موقع الاتحاد الدولي لألعاب القوى (الإنجليزية)
- جيسيكا أوغوستو على موقع الاتحاد الأوروبي لألعاب القوى (الإنجليزية)
- جيسيكا أوغوستو على موقع الدوري الماسي (الإنجليزية)
- جيسيكا أوغوستو على موقع رابطة إحصائيات سباق الطريق (الإنجليزية)
- جيسيكا أوغوستو على موقع اللجنة الأولمبية الدولية (الإنجليزية)
- جيسيكا أوغوستو على موقع أوليمبيديا (الإنجليزية)